# Sam Nelly Football Club
Le Sam Nelly FC est un club féminin de football béninois basé à Akpro-Missérété.

## Histoire
En 2021 et 2022, le club se qualifie pour les play-offs du championnat du Bénin.
Pour la saison 2023, l'équipe est largement remaniée, et parvient à nouveau à se qualifier pour les play-offs, non sans difficultés. Lors de ces play-offs en revanche, le club tient tête au tenant du titre, l'Espoir de Cotonou, et accroche un match nul 0-0 lors de la dernière journée pour terminer un point devant leurs adversaires et remporter un premier sacre national. Ce titre les qualifie également pour les éliminatoires de la Ligue des champions.

## Palmarès
Championnat du Bénin féminin de football (2) :
- Champion en 2023 et 2025